# Джибилов, Заур Таймуразович
Зау́р Таймура́зович Джиби́лов (24 марта 1986, Беслан, Северо-Осетинская АССР — 23 октября 2012, Чермен, Северная Осетия) — сотрудник Госавтоинспекции МВД России, лейтенант полиции. Герой Российской Федерации (2012).

## Биография
Заур Джибилов родился 24 марта 1986 года в городе Беслане Северо-Осетинской АССР. В 2006 году, после окончания Владикавказского колледжа электроники, Заур поступил на службу в органы внутренних дел. В течение четырёх лет он служил в должности милиционера в приграничной зоне поселкового отделения в селе Зильги Правобережного района. Заур Джибилов считался одним из лучших сотрудников данного отделения, и вскоре смог поступить на учёбу в Ростовский юридический институт МВД России и получить офицерское звание.
После окончания института Заур Джибилов получил звание младшего лейтенанта и с октября 2011 года работал инспектором ДПС полка ГИБДД по Республике Северная Осетия — Алания. За год службы в этой должности Заур неоднократно был признан руководством ГИБДД образцовым сотрудником. Особо отмечались его исполнительность, дисциплинированность, ответственность и профессиональная грамотность.
23 октября 2012 года в 4 часа 15 минут утра инспектор ДПС ГИБДД Заур Джибилов, находясь на дежурстве на посту ДПС «Кизляр» (контрольно-пропускной пункт, находящийся вблизи административной границы между Северной Осетией и Ингушетией), остановил для проверки автомашину ВАЗ-2109. Водитель попытался проехать без досмотра, однако Джибилов преградил собой путь автомобилю и закрыл шлагбаум, одновременно подав сигнал тревоги своим сослуживцам. В это время преступник привёл в действие взрывное устройство, находившееся в багажнике автомобиля. В результате взрыва Джибилов погиб на месте, а дежурившие с ним на посту полицейские (капитан полиции Вадим Хоранов, лейтенант полиции Васо Басиев, лейтенант полиции Нана Латишвили и старший сержант полиции Евгений Корнеев), вовремя предупреждённые тревогой, спаслись от гибели, получив различные ранения.
Ценой собственной жизни младший лейтенант Заур Джибилов спас жизни своих сослуживцев и не пропустил на территорию республики смертоносное оружие. Благодаря его мужеству удалось избежать террористического акта на территории Северной Осетии.
24 октября 2012 года в Беслане состоялось прощание с Зауром Джибиловым. С самого утра центральная улица города, на которой жил погибший офицер, была перекрыта. Проститься с героем пришли его друзья, близкие, коллеги, а также совершенно чужие люди, пришедшие проводить спасителя сотен жизней в последний путь. На церемонии прощания присутствовало всё руководство республики, а также глава республиканского МВД Артур Ахметханов с руководящим составом.
11 ноября 2012 года глава Северной Осетии Таймураз Мамсуров, по предложению министра внутренних дел республики генерал-лейтенанта полиции Артура Ахметханова, представил младшего лейтенанта полиции Заура Джибилова к званию Героя Российской Федерации, о чём сообщил во время поздравления с профессиональным праздником сотрудников МВД республики:

Мы были свидетелями того трагического дня, когда ваш товарищ Заур Джибилов совершил подвиг, до конца выполнил свою присягу, свой долг перед нами, перед всеми жителями республики, перед Россией. Я обратился лично к президенту нашего государства Владимиру Владимировичу Путину, и он лично дал «добро» на то, чтобы присвоить Зауру Джибилову звание Героя России посмертно.— Российская газета
Указом № 1514 Президента России от 12 ноября 2012 года младшему лейтенанту полиции Джибилову Зауру Таймуразовичу за мужество и героизм, проявленные при исполнении служебного долга, было присвоено звание Героя Российской Федерации (посмертно).
Посмертно также было присвоено специальное звание — лейтенант полиции.

## Награды
- Герой Российской Федерации (12 ноября 2012 года)[11]

## Память
- Памятник во Владикавказе. Открыт в феврале 2013 года[12].
- Бюст в Беслане. Открыт 31 августа 2015 года[13].
- Одна из улиц Беслана переименована в улицу Героя России Заура Джибилова[14].